# Смайли
Смайли (на английски: smiley) или щастливо, усмихнато лице е стилизирано изображение на усмихнато човешко лице. То е част от популярната култура. Класическата форма, създадена през 1963 г. се състои от жълт кръг с две черни точки, които представляват очи и черна дъговидна линия представляваща уста. Под формата на емотикон изображението е най-често използваното в интернет и в други текстови комуникационни канали. Образува се при съчетаването на следните символи: ^), :), или (:, които приличат на усмихнато лице, когато се погледнат завъртени на 90 градуса. Смайли се използва като термин назоваващ всички емотикони. Усмихнатото лице се използва във всички области на западната култура – музика, филми, изкуство.

## История
Датският поет и писател Йоханес Йенсен в писмо до издателя Ернст Бойенсен от декември 1900 г. изобразява щастливо и тъжно лице, наподобяващи днешното смайли.
През 1919 г. под формата на стикер за разписки, издавани от компанията Buffalo Steam Roller Company в САЩ, е изобразено смайли с надпис над него „THANKS“. Изобразени са както очи и уста, така и вежди, нос, зъби, брадичка и лицеви гънки.
През 1948 г. във филма на Ингмар Бергман Port of Call има сцена, в която нещастната героиня Бери рисува с червило на огледало тъжно лице, наподобяваща денешният „намръщен“ емотикон, но е добавена и точка за нос преди да бъде прекъсната. През 1953 и 1958 г. щастливи лица са използвани в рекламните кампании на филмите „Лили“ на Чарлз Уолтърс и „Джиджи“ на Винсънт Минели.
За първи път смайли се използва в популярната култура през 1962 г. с промоция на радиостанция WMCA в Ню Йорк. Слушателите имат възможност да спечелят блуза с изобразено на него щастливо лице. Раздадени са хиляди блузи с изобразени жълти лица с черни точки за очи и леко закривена усмивка.
Според Смитсоновия институт усмихнатото лице, което е популярно и днес, е създадено от американски художник Харви Рос Бол. През 1963 г. е нает от компанията State Mutual Life Assurance Company в Устър, Масачузетс, за да създаде усмихната лице, с което да подкрепи морално служителите. Бол го създава за 10 минути, за което му е заплатено 45 долара. Неговото изображение представлява стилизирано лице с ярко жълт цвят, овални очи и пълна усмивка. Отпечатани са над 50 милиона копия и разпространени по целия свят.
Смайлито е допълнително популяризирано в началото на 1970 г. от братята Бернанрд и Мъри Спейн, които произвеждат значки, чаши за кафе, тениски, стикери с изображението и надпис „Have a happy day“, който по-късно е променен на „Have a nice day“.

## В текст
Предполага се, че за първи път усмивката във вид на две точки със скоба се използва в поема от 1648 г. на английския поет Робърт Херик. Други смятат, че скобата е добавена по-късно от съвременни редактори. It is likely that the parenthesis was added later by modern editors.
На 19 септември 1982 г. професор Скот Фалман от Университет „Карнеги Мелън“ в Питсбърг изпраща електронно писмо, в което за първи път се използва странично усмихнатото лице, написано с клавиатурата:
| „ | „Предлагам [така] следната последователност да се използва за маркиране на шега: :-). Погледнете го настрани. За да маркирате неща, които не са шега използвайте: :-(.“ | “ |

С еволюирането на дигиталната епоха емотиконите стават все по-популярни и разбираеми за всички култури.
| Изобразяване на усмивки:    |        |       |                      |
| ☺                           | U+263A | Alt+1 | Бяло усмихнато лице  |
| ☻                           | U+263B | Alt+2 | Черно усмихнато лице |
| Изобразяване на тъжно лице: |        |       |                      |
| ☹                           | U+2639 |       | Бяло тъжно лице      |